# Пузинаускас, Зенонас
Зе́нонас Пузина́ускас (лит. Zenonas Puzinauskas; 4 марта 1920, Каунас — 16 июля 1981, Беверли-Шоурс) — литовский баскетболист, двукратный чемпион Европы (1937, 1939).

## Биография
Учился в Иезуитской гимназии, а затем в Университете Витовта Великого. С 1935 года начал играть в баскетбол, выступал за команду «Грандис».
За сборную Литвы играл с 1937 года. На победном чемпионате Европы 1937 года сыграл во всех пяти матчах, набрал 18 очков, из них 8 — в полуфинальной встрече со сборной Польши. На следующем чемпионате 1939 года также был одним из основных игроков сборной, сыграл во всех 7 матчах, набрал 60 очков. Наиболее успешными в индивидуальном плане стали игры со сборными Венгрии (79:15) и Финляндии (112:9), в которых он набрал 21 и 20 очков соответственно. В итоге литовская команда одержала победу в турнире, а Пузинаускас стал одним из первых в истории двукратных чемпионов Европы по баскетболу.
Всего за сборную Литвы провёл 24 матча, набрал 164 очка.
Помимо баскетбола, занимасля лёгкой атлетикой: на чемпионате Литвы 1942 года толкал ядро (13,74 м) и метал диск (41,02 м); был чемпионом страны по пятиборью.
В 1944 году бежал сначала в Австрию, затем в Германию. В 1952 году иммигрировал в США.